# بر گریلس
ادوارد مایکل "بـِر" گریلس (انگلیسی: Edward Michael "Bear" Grylls؛ زادهٔ ۷ ژوئن ۱۹۷۴) یک ماجراجو، نویسنده و مجری برنامه تلویزیونی اهل بریتانیا است که شهرت او بیشتر به دلیل برنامه تلویزیونی انسان در برابر طبیعت است که این برنامه از شبکه مستند صدا و سیما ایران نیز پخش می‌شد.
او در ۱۶ مه ۱۹۹۸ در سن ۲۳ سالگی موفق به فتح قلهٔ اورست شد. البته در مورد اینکه آیا او جوان‌ترین بریتانیایی است که قله اورست را فتح کرده باشد، اختلاف نظر وجود داشت، چرا که پیش از او، «جیمز اَلن» که بریتانیایی-استرالیایی است در سال ۱۹۹۵ و در سن ۲۲ سالگی این قله را فتح کرده بود. البته این رکورد بعدها شکسته شد و جیک میر و راب گانتلت هر دو در سن ۱۹ سالگی موفق به فتح این قله شدند.
۱۸ ماه پیش از صعود به اورست، او در یک سانحهٔ چتربازی دچار شکستگی سه مهره شده بود.